# グルカ兵

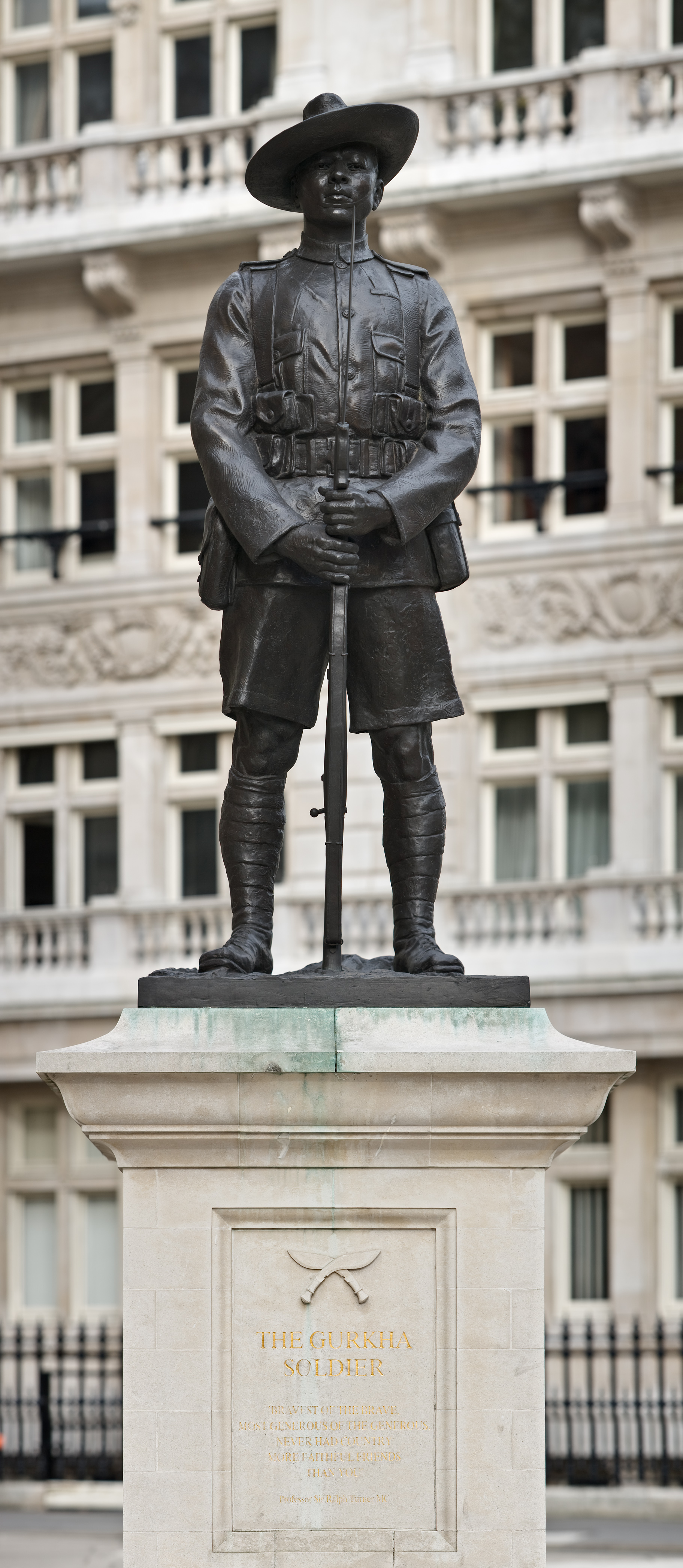
イギリス国防省近くにあるグルカ兵の像。台座には交叉したククリの意匠と、インドの言語の研究者であるラルフ・リリー・ターナーによる「勇者の中の勇者。寛大な者の中の最も寛大な者。あなた方ほど忠実な友人を我が国は他に知らない。」という文章が添えられている

グルカ兵（グルカへい、Gurkha）とは、イギリス軍におけるネパールの山岳民族出身の兵士。非常に勇猛なことで知られる。

## 概要
「グルカ」はネパールの首都カトマンズから西に約80キロメートルのゴルカ（英語:Gorkha ネパール語:गोरखा）という地名に由来する。「グルカ」は「ゴルカ」（サンスクリット語発音:gau raksha）の英語訛りである。英・ネパール戦争当時、ネパール王国を支配していたのはゴルカ朝だったことから、イギリス人はネパールを「グルカ」と呼んでいた。
しばしばグルカ兵は「グルカ族」という民族の兵士だと思われているが、実際にはグルカ族という民族はない。グルカ兵はマガール族、グルン族、ライ族、リンブー族などの複数のネパール山岳民族の出身者である。
ネパールではグルカ兵は「ラフレ（lāhure）」と呼ばれている。これはラホール（現パキスタン・パンジャーブ州）のマハラジャが1809年に兵士としてネパール人を雇用したのがきっかけである。
ネパール人にとって傭兵として海外に出兵することは貴重な外貨取得方法の一つである。
19世紀から20世紀にかけ、イギリス植民地帝国の兵士として活躍したことで知られる。一方で、結局はイギリス植民地帝国の一翼を担ったいう意見もあり、また本人にとっても出兵し長期不在となることは家族関係を悪化させ、家族を不幸にさせるだけだったという意見もある。

## 歴史

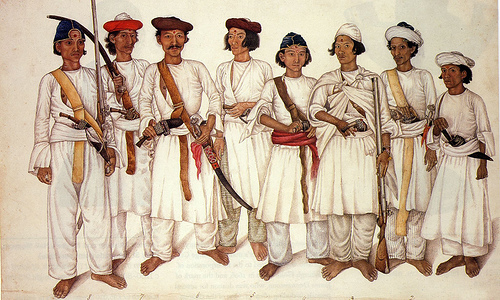
グルカ兵（1815年）

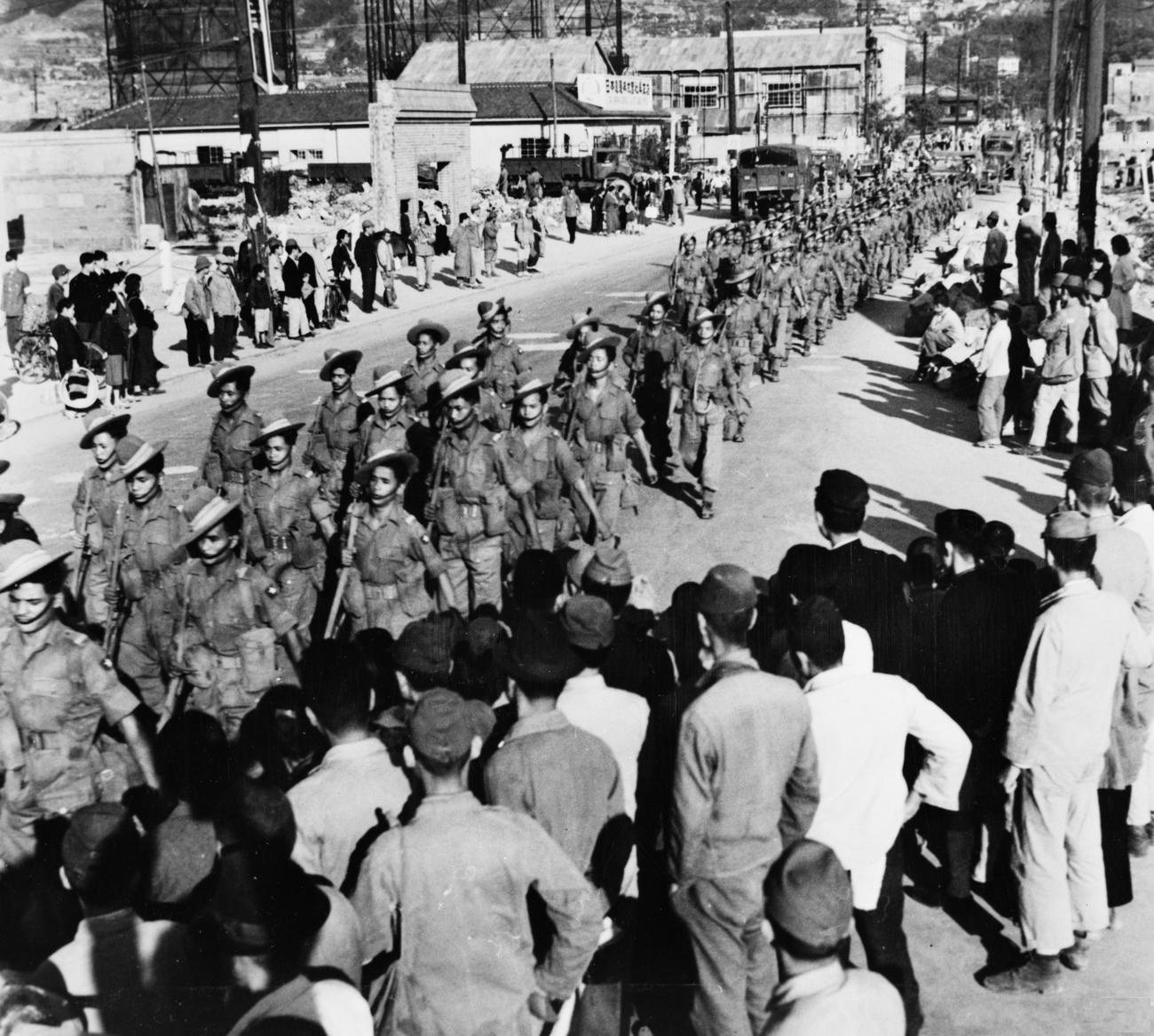
連合軍の一部として呉の街に上陸した第五グルカ歩兵連隊。1946年

1809年にラホールのマハラジャによってグルカ兵が登用された。ネパールとイギリス東インド会社軍との戦争（英・ネパール戦争）の頃から東インド会社もグルカ兵を登用するようになった。ネパール山岳民族特有の尚武の気性を持ち、白兵戦能力に優れ、宗教的な制約が少ない。一方でヒンドゥー教徒のインド人は宗教的な制約が多く、近代戦の兵士に向かず、運用に不自由をきたしていた。
その後、1857年10月にセポイの乱が発生すると、ネパールは14,000人のグルカ兵を派遣し、イギリス軍が行った鎮圧戦で大きな戦力となった。後に発足した英印軍では、シク教徒・ムスリム系インド人・パシュトゥーン人などとともに重要な地位を占めた。
ネパールは英領インドの影響を受けながらも独立を維持したアジアでも数少ない国の一つであり、その要因の一つにグルカ兵の輸出による防衛戦略も挙げられている。
グルカ兵は二度の大戦でもイギリス軍の兵士として活躍し、13名にヴィクトリア十字章が授与されている。また第二次世界大戦では日本軍とも交戦した。戦後はイギリス連邦占領軍として、日本の占領任務や朝鮮戦争にも従事した。
戦後はイギリス連邦占領軍として、日本の占領任務や朝鮮戦争にも従事した。当時ラナ家による鎖国状態であったネパールを開国するための先導役となり、また反ラナ闘争に参加し民主化にも貢献した。

## 現在のグルカ兵

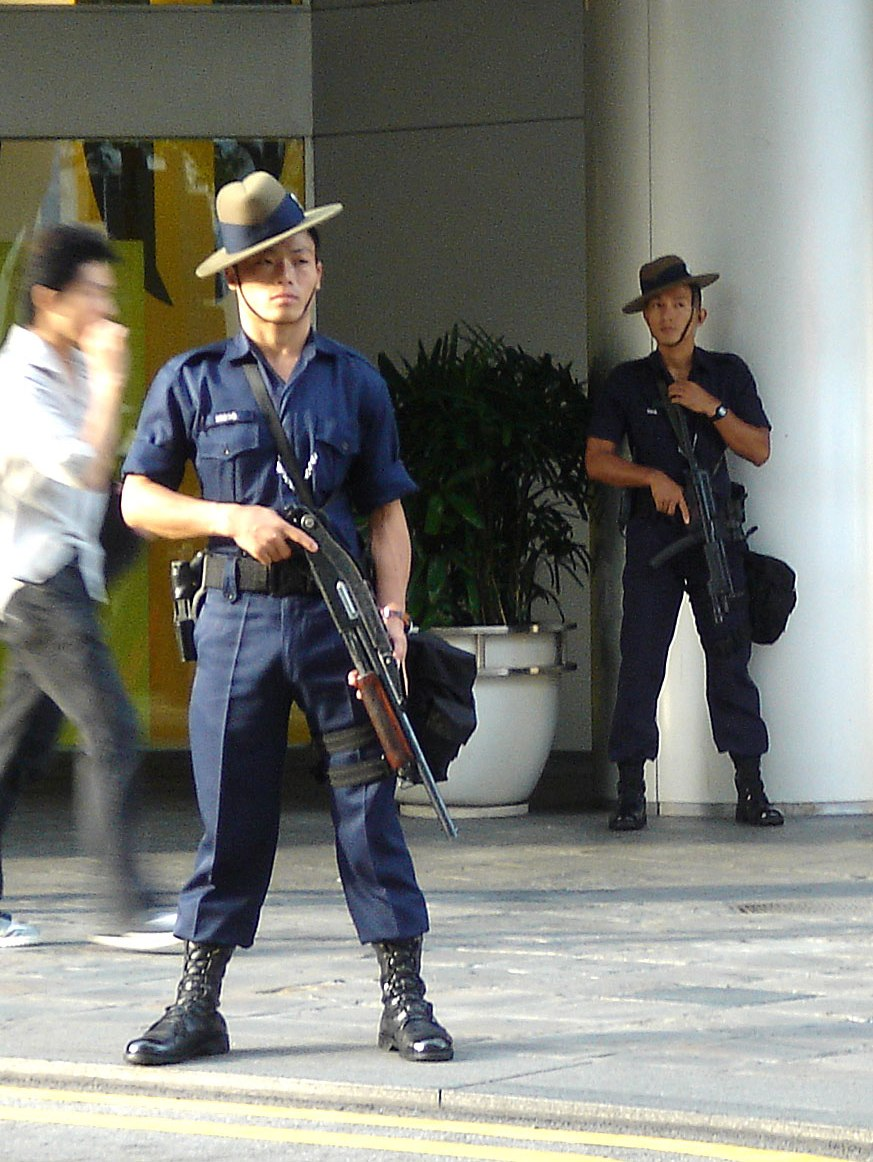
2005年にシンガポールで開催された国際オリンピック委員会会議の会場警備をするシンガポール警察部隊のグルカ兵

以上の歴史からイギリスやイギリス連邦諸国との繋がりが深い。イギリス陸軍にはグルカ兵からなるグルカ旅団があり、2005年現在、イギリス軍に従軍しているグルカ兵は約3,600人である。イギリスのグルカ兵の人数は大戦期には11万2000人を数えたが、香港返還後の時点では3400人となった。フォークランド紛争など、イギリスが関わる戦争や紛争地域への派兵で先遣隊として派遣されることが多い。現在においてもイギリスからの信頼は非常に厚く、2004年には、イギリスのブレア首相によって、イギリス軍で勤務したグルカ兵は、完全なイギリスの市民権を付与されるようになった。
またインドには2000年時点で10万人のグルカ兵が在籍する（ゴルカ連隊）。独立当初の協定では12大隊3万人であり、ネパール人士官が指揮するということであったが、協定を無視した増員を繰り返し、またインド人部隊の中に投入したり、準軍隊への配置もしている。しかしながら、インドとの関係からこのことに対し明確な態度を取ることは困難である。
シンガポール警察でも2000人のグルカ部隊が存在し、要人警護などに就いている。1949年に組織され、初代大統領リー・クアンユーも「民族間紛争の暴動鎮圧のため、民族的に中立な彼らを登用した」と回顧録に記している
アジア地域のイギリス連邦諸国に駐屯するイギリス軍の部隊では、独立前から現地で雇用したグルカ兵をそのまま残している部隊がある。ブルネイ駐留イギリス軍にはグルカ兵で構成されたロイヤル・グルカ・ライフルズがあり、世界中に展開する即応予備部隊となっている。他にも、マレーシア軍やアメリカ海軍などアジア地域で雇用されている。非同盟政策をとるネパールは、国連のPKO要員として受け入れられることも多い。2014年1月末時点で人口2700万人の小国ながら4692人を派遣し、これは世界で7番目の規模である。
一方で冷戦の終結により、イギリス軍の部隊縮小計画で若いまま退役したグルカ兵が、シエラレオネ内戦などの紛争で傭兵として参加していることが問題になったという。

## 特徴

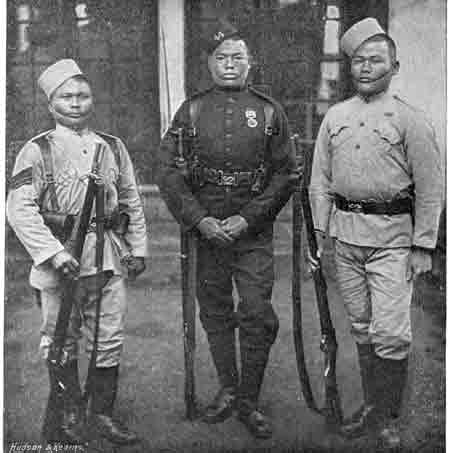
19世紀のグルカ兵: 手にしたスナイドル銃との対比から140～150cm程の身長である事が分かる

グルカ兵は山岳民族特有の小柄な体格（150cm前後）の持ち主が多い。性格は勇猛かつ敏捷であることを求められる。グルカ兵は刀身が内側に湾曲したナイフであるククリを装備する。ククリはイギリス陸軍グルカ・ライフル連隊では部隊章に使用されている。
また、ネパールでは食事などに関するタブーが少ないことが近代的な兵士に向いているとされる。

## 登用・退役
グルカ兵への登用は非常に狭き門で、小学生程度の子供の頃から格闘技や英語等の基礎教育を受けさせるための専門学校もネパール国内に存在する。また、グルカ兵は、徴兵制や志願制でもなく、イギリス軍のスカウト部隊が山村を巡回する方式を取っている。
退役したグルカ兵は、雇用契約によりネパールへ帰国させられる。しかしながら退役グルカ兵に対する待遇は決して良くはなく、退役年金も2000年に退役グルカ兵協会の是正運動もあって増額が決定したとはいえ、イギリス軍の兵士と比べるとはるかに少ない。軍の年金だけでは生活できずビジネスを始めたり、民間軍事会社の契約社員として現役復帰を果たし、自ら紛争地域に向かう者もいる。
現代ではグルカ・セキュリティー・ガーズ (GSG) を初めとしてグルカ・セキュリティー・グループと呼ばれる大規模な民間軍事会社が形成され、世界中にグルカ兵を派遣しており、実質上の傭兵派遣業となっている。これらの会社を経営しているのは、主にイギリス軍やローデシア軍などに所属していた白人将校である。
民間軍事会社では月給1,000ドル以上の高給で働くことが出来る。国民一人当たりの年間GDPが1,200ドルのネパールでは、かなりの高給職である。また、幼少期より英語と軍事の教育を受けているグルカ兵は、指揮命令において英語で意思疎通ができ、軍の規律を遵守するため、世界的にも重用されている。

## 階級
英領インド陸軍時代の階級と現在英国陸軍の階級
- Subedar Major - Major（メージャー） - 少佐
- Subedar - Captain（キャプテン） - 大尉
- Jemadar - Lieutenant（ルーテネント/レフテナント） - 中尉
- Company Havildar Major - Company Sergeant Major（カンパニー・サージェント・メージャー） - 2等准尉（中隊先任軍曹）
- Company Quartermaster Havildar - Company Quartermaster Sergeant（カンパニー・クウォートマスター・サージェント） - 中隊補給軍曹
- Havildar - Sergeant（サージェント） - 軍曹
- Naik - Corporal（コーポラル） - 伍長
- Lance Naik - Lance Corporal（ランス・コーポラル） - 兵長（伍長勤務上等兵）
- Rifleman - Rifleman - ライフルマン

## メディア作品のグルカ兵
- 竹山道雄著「ビルマの竪琴」の記述では「・・草色の服を着て、曲がった短刀を革帯にはさんだこの剽悍な土民兵は、森の木の上によじ登っていて、下を日本軍部隊が通ると、自動小銃で掃射を加えてくるのです。このグルカ兵が最もこわいので、日本軍はグルカ兵のいる村落を避けて回り道をしました」という。
- タリサ・マナンダル - ファミ通文庫『マブラヴ オルタネイティヴ トータル・イクリプス』（2007 - ）人型機動兵器、"戦術機"の女性衛士＝パイロット。子供と見紛う程に小柄ながら、部族仕込みの高速接近戦を反映した操縦技術で、高い戦闘力を誇っている。
- サンティ・ラナ - ゲーム『アリス・ギア・アイギス』（2018 - ）プレイアブルキャラクター。家族への仕送りの為に戦う、傭兵少女。15歳。冷徹に依頼に徹し、普段は報酬がなければ動くことはないが、義に厚く、報恩の精神を持ち合わせている。
- ラナ - 洋画『アフガン・サバイバー』（2020年）主人公二人の片割れ。英国軍の兵士。グルカ兵の命懸けの職務に付いていながら、支給は僅かで家族に満足な仕送りも送れない不遇さと、それを含めた理不尽に折れず逆転する心身共の勇猛さが描かれている。